# Cyanopepla amata
Cyanopepla amata là một loài bướm đêm thuộc phân họ Arctiinae, họ Erebidae.